# Guidobaldo del Monte
Guidobaldo del Monte, italijanski matematik, filozof in astronom, * 11. januar 1545, Pesaro, † 6. januar 1607, Mombaroccio.

## Življenje
Del Montejev oče, Ranieri, je bil iz vodilne bogate družine v Urbinu. Ranieri je bil oficir v vojski urbinskega vojvode Guidobalda II. della Rovere in avtor dveh knjig o vojaški arhitekturi. Urbinski vojvoda ga je počastil z naslovom markiza del Monte, zato je družina postala del plemiškega stanu še pred rojstvom Guidobalda.
Po smrti svojega očeta je del Monte podedoval naslov markiza. Leta 1564 je študiral matematiko na Univerzi v Padovi. Medtem je postal prijatelj velikega italijanskega pesnika Torquata Tassa. Možno je, da je del Monte poznal Tassa še preden sta skupaj študirala v Padovi, saj je bil Tasso skoraj enako star kot on in se je z vojvodovim sinom od leta 1556 izobraževal na urbinskem dvoru. Del Monte je nato služil kot vojak v nastalem konfliktu na Madžarskem, med Habsburškim in Osmanskim cesarstvom.
Po služenju v vojski se je vrnil na svojo posest (Monte Baroccio) Mombaroccio, v Marche, kjer je imel čas za raziskovanje matematike, mehanike, astronomije in optike. Študiral je matematiko pod Federicom Commandinom in v tem obdobju postal eden od njegovih najboljših učencev. Postal je tudi prijatelj Bernardina Baldija, ki je bil istočasno tudi učenec Commandina. Dopisoval si je s takrat pomembnejšimi matematiki, med njimi so bili tudi Giacomo Contarini, Francesco Barozzi in Galileo Galilei.

## Del Monte in Galilei
Del Monte je bil pomemben dejavnik v Galilejevi akademski karieri. Galileo, obetaven, a brezposelni 26-letnik, je napisal esej o hidrostatičnem ravnovesju, v katerem je del Monte uvidel čisto genialnost. Nato je pohvalil Galileja svojemu bratu, ki je Galilea priporočil toskanskemu vojvodi Ferdinandu I. Medičejskem. Pod njegovim pokroviteljstvom je Galileo leta 1589 dobil profesuro za matematiko na Univerzi v Pisi. Del Monte je postal resnični Galilejev prijatelj in mu znova pomagal leta 1592, ko se je Galileo prevzel vodenje katedre za matematiko na isti univerzi. Ne glede na njuno prijateljstvo, je bil del Monte kritik Galileovega načela izohroničnosti nihala in njegove uporabnosti pri merjenju časa, kar je bilo pomembno odkritje, ki ga je del Monte v skladu z avtoriteto Aristotelove fizike videl kot nemogoče.

## Dela in izumi
Njegov izum pripravljalnega instrumenta za konstruiranje pravilnih mnogokotnikov in deljenje črt v poljubno število odsekov je bil vključen kot značilnost geometrijskega in vojaškega kompasa Galilea.
Napisal je vplivno knjigo o perspektivi z naslovom Perspectivae Libri VI, ki je bila objavljena v Pesaru leta 1600. Vključuje izreke, ki jih je sklepal po pogostih omembah iz Evklidovih Elementov. Nekateri slikarji, arhitekti in gledališki scenograf Nicola Sabbatini so to geometrijsko znanje uporabili v svojih delih. Del Montejeva knjiga Liber mechanicorum je veljala za največje delo o statični znanosti po antiki. Bila je vrnitev h klasični grški točnosti in je namenoma zavračala Nemorarijev, Tartaglijev in Cardanov pristop. V njej jih je kritiziral, zaradi njihovih domnev, da se vsa telesa premikajo vzdolž poti, katera se steka k središču Zemlje. V knjigi se je strogo držal načela, ki govori o tem, da je več sile potrebno za premik večje teže, kot pa tiste sile, ki je potrebna za ohranjanje gibanja teže. S tem je želel povedati, da morata biti statičnost in dinamičnost jasno ločeni. Del Monte je pisal tudi knjige o astronomiji. Pomembnejši sta Planisphaeriorum in Problematum astronomicorum.